# Richard Bauckham
Richard John Bauckham (Londres, 22 de septiembre de 1946) es un teólogo anglicano, historiador teológico e investigador del Nuevo Testamento inglés. Bauckham es especialista en la Cristologia del Nuevo Testamento y en el Evangelio según San Juan.

## Vida y carrera
Bauckham estudió en la Universidad de Cambridge, donde asistió al curso de historia en el Clare College, de 1966 a 1972, y fue investigador en el Colegio de San Juan, de 1972 a 1975. Fue profesor de Teología en la Universidad de Leeds, en 1976/77, y en la Universidad de Mánchester, desde 1977 a 1992, donde fue profesor de Historia del Pensamiento Cristiano. Se trasladó a la Universidad de St. Andrews, en Fife, Escocia, donde fue profesor desde 1992 hasta 2007. Se retiró en 2007 para concentrarse en su trabajo de investigación y de escritura. Es "erudito" (senior scholar) de Ridley Hall, en Cambridge.

## Obra de investigación y teológica
Bauckham se ha dedicado a la investigación de temas relacionados con el Nuevo Testamento, la vida de Jesús y de los primeros tiempos del Cristianismo. Su obra principal es Jesus and the Eyewitnesses: The Gospels as Eyewitness Testemony (2006), que sostiene que los informes de los cuatro Evangelios reflejan los testimonios de aquellos que vivieron directamente con Jesucristo, y debido a eso, son fieles testigos de su vida y predicación. El libro recibió el Premio del Libro en Estudios Bíblicos de la revista Christianity Today en 2007, y el Premio Michael Ramsey en 2010.
Bauckham tiene otros libros publicados relacionados con la exégesis y la teología del Nuevo Testamento, el teólogo protestante alemán Jürgen Moltmann, y la relación de la Biblia con los temas ecológicos.

## Obra

### Libros
- Tudor Apocalypse: Sixteenth-century Apocalypticism, Millenarianism and the English Reformation (1978).

- 2 Peter, Jude (1983). Word Biblical Commentary, Thomas Nelson.

- Moltmann: Messianic Theology in the Making (1987).

- The Bible in Politics: How to Read the Bible Politically (1989).

- World Biblical Themes: Jude, 2 Peter (1990).

- Jude and the Relatives of Jesus in the Early Church (1990).

- The Theology of the Book of Revelation (1993). Cambridge University Press. ISBN 978-0-521-35691-6.

- The Climax of Prophecy: Studies on the Book of Revelation (1993).

- The Theology of Jürgen Moltmann (1995) T&T Clark.

- The Fate of the Dead: Studies on the Jewish and Christian Apocalypses (1998). Suplemento a Novum Testamentum 93.

- God Crucified: Monotheism and Christology in the New Testament (1998).

- James : Wisdom of James, Disciple of Jesus the Sage (1999), New Testament Readings.

- Gospel Women: Studies of the Named Women in the Gospels (2002).

- Bible and Mission: Christian Mission in a Postmodern World (2003).

- Jesus and the Eyewitnesses: The Gospels as Eyewitness Testimony (2006).

- Finding God in the Midst of Life: Old Stories for Contemporary Readers (con Trevor Hart) (2006).

- The Testimony of the Beloved Disciple: Narrative, History, and Theology in the Gospel of John (2007).

- The Jewish World around the New Testament: Collected Essays I (2008).

- Jesus and the God of Israel: God Crucified and Other Studies on the New Testament's Christology of Divine Identity (2008).  ISBN 978-0-8028-4559-7

- Bible and Ecology: Rediscovering the Community of Creation (2010).

- Jesus: A Very Short Introduction (2011).

- Living with Other Creatures: Green Exegesis and Theology (2011).

- Gospel of Glory: Major Themes in Johannine Theology (2015).

- The Bible in the Contemporary World: Hermeneutical Ventures (2016).

### Algunos artículos
- "The Apocalypses in the New Pseudepigrapha." J. for the Study of the New Testament 26 (febrero de 1986): 97-117.
- "Theodicy from Ivan Karamazov to Moltmann." Modern Theology 4, 1 (octubre de 1987): 83-97.
- "Pseudo-Apostolic Letters." J. of Biblical Literature 107, 3 (septiembre de 1988): 469-494.
- "The List of the Tribes in Revelation 7 Again." J. for the Study of the New Testament 42 (junio de 1991): 99-115.
- "Salome the Sister of Jesus, Salome the Disciple of Jesus, and the Secret Gospel of Mark." Novum Testamentum 33, 3 (julio de 1991): 245-275.
- "The Beloved Disciple as Ideal Author." J. for the Study of the New Testament 49 (marzo de 1993): 21-44.
- "The Brothers and Sisters of Jesus: An Epiphanian Response to John P. Meier." Catholic Biblical Quarterly 56, 4 (1994): 686-700.
- "Tamar's Ancestry and Rahab's Marriage: Two Problems in the Matthean Genealogy" Novum Testamentum 37, 4 (1995): 313-329.
- "The Parable of the Royal Wedding Feast (Matthew 22:1-14) and the Parable of the Lame Man and the Blind Man (Apocryphon of Ezekial)." Journal of Biblical Literature 115, 3 (otoño 1996): 471-488.
- "The Acts of Paul: Replacement of Acts or Sequel to Acts?" Semeia 80 (1997): 159-168.
- "The Book of Ruth and the Possibility of a Feminist Canonical Hermeneutic" Biblical Interpretation 5, 1 (enero de 1997): 29-45.
- "What if Paul Had Travelled East Rather Than West?" Biblical Interpretation 8, 1-2 (2000): 171-184.
- "Judgment in the Book of Revelation." Ex Auditu 20 (2004): 1-24.
- "Eyewitnesses and Critical History: A Response to Jens Schröter and Craig Evans." J. for the Study of the New Testament 31, 2 (diciembre de 2008): 221-235.
- "The Eyewitnesses in the Gospel of Mark." Svensk exegetisk årsbok 74 (2009): 19-39.
- "A Response to Professor Moltmann." Theology 113, 872 (marzo–abril de 2010): 95-96.
- "Seeking the Identity of Jesus." Journal for the Study of the New Testament 32, 3 (marzo de 2010): 337-346.
- "The Story of the Earth According to Paul: Romans 8:18-23." Review & Expositor 108, 1 (invierno de 2011): 91-97.